# Groupement de soutien de la base de défense de Djibouti
Le groupement de soutien de la base des forces françaises de Djibouti (GSBFFDj) est un organisme militaire interarmées du service du commissariat des armées créé le 1er janvier 2011. Il est né du groupement de soutien de la base de défense expérimentale de Djibouti, créé au 1er janvier 2009. Son rôle est de soutenir dans le domaine de l'administration générale et du soutien courant, toutes les unités militaires des forces françaises à Djibouti.
Son état-major, est depuis septembre 2009 situé au sein du Quartier Massart.

## Organisation
La direction du commissariat d’outre-mer (DICOM) et groupement de soutien de la base des forces françaises de Djibouti (GSBFFDj) est une entité qui résulte de l'intégration des attributions de la DICOM et du Groupement de Soutien (GS) sous un même commandement. Cette fusion permet au GSBFFDj d'exercer à la fois des attributions de niveau local et de niveau intermédiaire.
En ce qui concerne les attributions du GS, le GSBFFDj est chargé des missions d'administration générale et de soutien commun sur l'ensemble des implantations géographiques des forces françaises à Djibouti (FFDj).
Le GSBFFDj assume également des missions spécifiques liées à son implantation à l'étranger :
- l'entretien d'un stock de sécurité en vivres et en eau
- la mise en place et la maintenance des équipements et du mobilier destinés aux familles
- l'affectation des logements aux familles avec la gestion de deux parcs (domanial et conventionné)
- la gestion interarmées des transits aérien et maritime
- l'entretien des stocks de matériels de campagne
- le traitement des formalités liées à l'arrivée et au départ du personnel et de leur famille
- l'administration du personnel militaire en mission de courte durée, y compris la distribution de fractions de solde.

En ce qui concerne les attributions spécifiques de la DICOM, elle est notamment responsable du contentieux des dommages et de la protection juridique du personnel, des relations avec les services fiscaux et douaniers, et assure le suivi de l'application du Traité franco-djiboutien de 2011 à partir du 1er mai 2014. La DICOM fournit également des conseils au commandement dans les domaines administratifs, financiers et juridiques, et joue le rôle de gestionnaire de biens délégués pour les matériels relevant du service du commissariat des armées, agissant en tant qu'ordonnateur-répartiteur des matériels. De plus, la DICOM, avec une délégation de l'ambassadeur de France à Djibouti, assume une mission de gestion en matière domaniale des matériels réformés du ministère des Armées, ainsi que la rémunération des agents civils d'État et de recrutement local.

## Missions
Le GSBFFDj participe activement au soutien des forces françaises déployées à Djibouti. Ses missions sont multiples et couvrent les domaines de la préparation opérationnelle, de la projection des forces et des opérations.
Le soutien fourni aux différentes formations et organismes est formalisé par le biais de contrats de service. Chaque grand domaine attribué à un service est précisément défini dans ces contrats, déterminant ainsi les responsabilités respectives du GSBFFDj et des formations ou organismes qu'il soutient. Ces contrats de service garantissent une coordination efficace et une mise en œuvre harmonieuse des moyens nécessaires au bon fonctionnement des forces françaises à Djibouti.
En résumé, le GSBFFDj est chargé de fournir un soutien administratif, logistique, financier et juridique. Il gère également les relations avec les autorités locales, assure l'entretien des équipements et des infrastructures, et contribue activement à la préparation opérationnelle et aux missions opérationnelles des forces françaises.